# Ramechhap (Ramechhap)
Ramechhap (Nepali रामेछाप) ist eine Stadt im Distrikt Ramechhap in Nepal.
Die Stadt entstand Ende 2014 durch Zusammenlegung der Village Development Committees Okhreni, Ramechhap und Sukajor.
Das Stadtgebiet umfasst 93 km².

## Einwohner
Bei der Volkszählung 2011 hatten die VDCs, die sich zur Stadt Ramechhap zusammenschlossen, 12.263 Einwohner (davon 5656 männlich) in 2651 Haushalten.